# Phlegra desquamata
Phlegra desquamata är en spindelart som beskrevs av Embrik Strand 1906. Phlegra desquamata ingår i släktet Phlegra och familjen hoppspindlar. Inga underarter finns listade i Catalogue of Life.